# 七人のしりとり侍
「七人のしりとり侍」（しちにんのしりとりざむらい）は、フジテレビジョンのバラエティ番組『めちゃ²イケてるッ!』のコーナーの1つ。

## 概要
映画『七人の侍』をモチーフにした人気コーナーで、後に続くめちゃイケのゲームコーナーの初代かつ、その後の(めちゃイケ含む)バラエティ番組に頻出する「名作・人気作をパロディにした、言葉遊びコーナー」の元祖である。なお、このコーナー中に提供スポンサーの紹介が入る場合、ナレーションは「めちゃイケはご覧のスポンサーの提供でお送りするのでござる。」と時代劇風にアレンジされていた。

### 本家からのオマージュ
- オープニングタイトルは、オリジナルのタイトルを出した後、ビデオ合成で「しりとり」と入る。また、認証の『映倫』は『絶倫』に替えられている。
- メンバーの衣装も本物そっくり。特に勘兵衛（元ネタでは志村喬）と菊千代（三船敏郎）は特徴があるため、すぐに分かる。
- 背後の壁の旗には、○印が六つととぐろ巻きウンコが一つ描かれている。元ネタではウンコの部分は△になっており、これが菊千代を意味する。また、百姓を表す「た」の字が、めちゃイケの「め」になっている。
- 袋叩きにされるシーンのBGMは、本家のテーマ曲。

## コーナー打ち切りの経緯とその後
後述する罰ゲームの袋叩きがいじめを助長する、とのクレームが放送番組向上協議会（現・放送倫理・番組向上機構）「放送と青少年に関する委員会」に視聴者から多数寄せられた。委員会は審議の上、2000年11月29日に『バラエティー系番組に対する見解』を公表。本コーナーについて“暴力やいじめを肯定しているとのメッセージを子どもたちに伝える結果につながると判断せざるを得ない”と結論付けた。岡村は自身のラジオ番組「ナインティナインのオールナイトニッポン」でコーナーの続投を強く主張していたものの、通常放送を打ち切られることとなり、最終回は悪役商会のリーダー八名信夫が終結宣言を行った。その後、2001年のFNS27時間テレビ内で放送された『裏めちゃイケ』の冒頭ナレーションにおいて、侍たちは自害したことが明かされる。ゲームの基本ルールは「ダジャレ人間ゴン」→「単位上等!爆走数取団」→「只今参上!色とり忍者」→「集中寺」→「めちゃギントン」に、後述の順番は数取りゲームに引き継がれている。
コーナーが問題視される前の「第六夜」オープニングにて、家庭や学校で三文字しりとりが流行っていることを取り上げたうえで、テロップで「皆もしりとりの練習のみ　乱暴な真似はしてはならない」、ナレーションで「皆の衆にも熱心に練習をしてほしいのはしりとりだけ。この戦は乱暴な罰ゲームを楽しむものでは絶対に無いのだ！」と注意喚起を行っていた。
めちゃイケ最終回の2018年3月31日に約17年ぶりに復活し、当コーナーの最終夜が改めて放送された。その際、岡村は、「いじめに繋がる」と批判を受けコーナーが終了されるに至った経緯を、現在まで無くならないいじめ問題に絡めながら「このコーナーがなくなったことで、世の中からいじめがなくなったんでござるから。一切いじめがなくなったんでござるぞ」と皮肉を返した。
TBSで放送されている『ラヴィット!』の2023年4月6日放送分にて、インディアンスのきむが金メダルをあげたい物としてしりとり侍が紹介され、その後実際にゲームが行われ、他局でちょっとだけではあるが復活する形となった。

## しりとり侍一同

### 勘兵衛
演：矢部浩之　敗北数：五敗　しりとり率：91.665%（1位）
コーナーの進行役。メンバーの中で唯一、漢数字が含まれていない。成績は1番良いものの、稀に凡ミスをすることがあり、ほかの侍たちに「勘兵衛は意外と出来ない子」とも言われる。
- 第四夜の第1ゲームで「レモン」と言い初めて罰を受ける。それまで唯一罰を受けていなかった事もあり、他の侍たちにすごく喜ばれた。第3ゲームでは「えぼし」→「えなり」と論外の返しをして二敗目。あまりの苦しさから『野武士を殺す』と発言。
- 第五夜の第5ゲームで「ちりめん」と四文字の上「ん」がついてる最低の返しをして三敗目を喫した｡
- 第六夜の第2ゲームで「マーリ」と言い四敗目を喫した｡この時右腕を擦ってしまいスタジオ裏へ逃げる一面もあった。
- 第十夜の第3ゲームで「ダイツ」と言い21連勝ストップでビブ賞と五敗目の称号をもらった｡

### 勝四郎
演：武田真治　敗北数：五敗　しりとり率：91.665%(1位)
勘兵衛同様、成績は1番良い。ただ、第一夜では罰ゲームの事などを詳しく聞かされていなかったようで、最初に平八が罰を受けた後、呆然としていた。
- 第一夜の第3ゲームで「チョーサン」と言い初めて罰を受けた｡
- 第三夜の第3ゲームでは「ボルボ」→「ボルボ」で続く中、七郎次から「ぼんち」のキラーパスを喰らったことで「チ◯ポ」と下ネタで返してしまい二敗目を喫した｡
- 第六夜の第3ゲームで「プリム」と言い三敗目の罰ゲームを受けた際、自分の体を丸めるまるむし作戦で野武士の攻撃から守り勝利を自称した。
- 第八夜の第4ゲームで「むしかっ」と言い四敗目を喫した｡
- 第十一夜で五敗目の称号をもらった（詳細は不明）｡

### 五郎兵衛
演：有野晋哉　敗北数：八敗　しりとり率：86.664%（5位）
成績が比較的悪く、特に字余りでの敗北が多い。
- 第一夜の第5ゲームで「胃カメラ」と言い初めて罰を受けた｡
- 第二夜の第1ゲームで「ドロボー」と言い二敗目を喫した｡
- 第三夜の第5ゲームで「プリン」と言い三敗目を喫した｡
- 第五夜の第2ゲームで下ネタを言ったり､第4ゲームで「シワワ」と最低の返しをし､菊千代、九蔵に次ぐ五敗目の称号をもらった｡
- 第七夜の第1ゲームで「ずるがしこい」と言い、過去最多の6文字の回答をして菊千代と並ぶ六敗目を喫した。
- 第九夜の第4ゲームで「れんこん」と言い七敗目を叩き出した｡
- 第十夜の第2ゲームで「ぐるま」と言い八敗目を喫した｡

### 平八
演：濱口優　敗北数：六敗　しりとり率：90%（3位）
成績は比較的良いが、このコーナーで最初に罰を受けたのは彼である。
- 第一夜の第1ゲームで「プリプ」と言い初めて罰を受けた｡
- 第三夜の第1ゲームで「プリソ」と言い二敗目を喫した｡
- 第六夜の第1ゲームで「リンゴ」→「ゴリラ」→「ラッパ」→「パセリ」→「リンゴ」と続いた中､「リンゴ」→「パセリ」と言い14連勝止まりの三敗目を喫した｡このゲームでは高速戦が繰り広げられたが「辞書は高速回転に弱い」とコメントした。
- 第七夜の第2ゲームで高速戦の中「つりこ」と言い四敗目を喫した｡
- 第十二夜の第1ゲームで「ちろみ」と言い五敗目の称号をもらった｡また､新記録の24連勝止まりのため三人目のビブ賞をもらった｡また､第4ゲームで「かぞく」→「ゾロ目」など文字違いで六敗目を喫した[4]｡第十二夜でメンバーの中で最後の五敗目を喫した。

### 九蔵
演：加藤浩次　敗北数：七敗　しりとり率：88.331%（4位）
成績は前期は比較的悪かったが、徐々に良くなってきている。
- 本家では「久蔵」と表記されている。
- 第二夜で法則を持ってると宣言したが､第3ゲームで「ごっつぁん」と言ってしまったり、第5ゲームでは「スイス」→「スイス」で続く中、平八から「すいそ（水素）」のキラーパスを喰らったことで「ソンカ」などと低レベルな回答をして二敗を喫し、結局法則に関しては詳細が明かされる事さえ無かった。
- 第四夜の第2ゲームで「ぬりこ」や第4ゲームで「キリン」と言い､二敗を喫した｡
- 第五夜の第3ゲームで「えすた」と言い､菊千代に次ぐ五敗目の称号をもらった｡
- 第八夜の第5ゲームで「ゆうこ」と皆が一致できない名前を言い16連勝止まりで六敗目を喫した｡
- 最終夜の第2ゲームで「パラス」と皆が分からない名前を言い七敗目を喫した｡

### 七郎次
演：山本圭壱　敗北数：十敗　しりとり率：85%（最下位）
第四夜までは敗北数が最少の一敗（それも理不尽な理由によるもの）だったが、第五夜以降は成績が悪くなり、最終的には最下位となった。
- 第一夜の第4ゲームで勝四郎が負けた際「ヨ」から始まる三文字を勝四郎が考えてる時に七郎次が「ようかん（は）?」と言い平八に「（四文字かつ『ん』で終わるため）アカンやん!」とツッコまれると、何故か馬の蹄が鳴り響き、やや強引に罰を受けた｡
- 第五夜の第1ゲームで「すいか」→「カラス」→「すいか」と続いた中､菊千代から「カラス」→「スープ」とキラーパスを喰らったことで「プリモ」と言ってしまい15連勝ストップで二敗目｡
- 第六夜の第4ゲームで「つるみ」と言い､罰を逃れようと「神奈川県の鶴見区は?」や「じゃあ鶴見辰吾!」などと言い訳をし三敗目を喫した｡
- 第七夜の第3ゲームで「くくら」､第5ゲームで「トリト」などと回答し､五敗目の称号をもらった｡
- 第八夜の第1ゲームで「プリム」と言い、六敗目を喫した。
- 第十夜の第5ゲームで「ぶんと」と言い､七敗目を喫した｡
- 第十二夜の第2ゲームで「ゲッコ」と言い九敗目を喫した｡
- 最終夜の第4ゲームで「ほなか」と言い十敗目を喫した｡
  - 最終夜にて参戦した際、「数とり（の最終回）は死んだことにされて出られなかったが[5]、これ(しりとり侍の最終回)には出れてよかった」とコメントした。

### 菊千代
演：岡村隆史　敗北数：八敗　しりとり率：86.664%（5位）
初期は敗北数が多かったが、次第に良くなってきている。
- 第一夜で「プリス」と言い罰を受けた。あまりの過酷さに、野武士に対して珍しくマジギレする様子を見せた。
- 第二夜の第1ゲームで「ア○ル」、第2ゲームで「クリス」と言ったが､前者は下ネタは禁止というルールが明記されていなかった事もありスルーされ、後者は九蔵(加藤)の昔の彼女のあだ名で、メンバーに広まっていた事もあり、いずれも罰は逃れた。以降は下ネタを禁止にすると決まったが､第4ゲームでもう一度「ア○ル」と言ってしまい二敗目を喫した｡
- 第三夜の第2ゲームで「とんぽ」と言い、さらに第4ゲームでは「ボルボ」→「ボルボ」で続く中、九蔵から「ボウズ」のキラーパスを喰らったことで「ズイソ」と言い二敗を喫した。
- 第四夜の第5ゲームで「ぐっちょ」と言い､最初に五敗目を喫して称号をもらった｡
- 第六夜の第5ゲームで「もりた」と言いタモリの事であると言い訳したが敗戦。勝四郎の真似をしてまるむし作戦をするが、野武士に体を無理やり広げられ作戦は失敗した。この時の六敗はメンバー最多であった。
- 第十一夜では「たなか」と言い21連勝ストップの七敗目を喫し、ビブ賞をもらった｡
- 第十二夜の第3ゲームで「やまだ」と言い八敗目を喫した｡

## ルール
プレーヤーは円形に並ぶ（順番は勘兵衛→平八→九蔵→菊千代→七郎次→勝四郎→五郎兵衛→勘兵衛。ゲスト（先生）は任意の場所に入れる）。そして「さん、はい、フォッフォッ、フォフォフォ」の掛け声でスタートし、一人目が三文字のお題の物体や人物を言ったら、「フォッフォッ」の掛け声で合間をとり、続く二人目がその言葉でしりとりをして、三人目へのお題を出す。
お題は三文字が原則だが、「ぎじゅつ」「シシャモ」「ダッチョ」などの三音節の言葉でも認められる。つまり、｢しゃちょう｣など、二文字で一音節の音を二つ含む単語でもよいことになるが、そのような単語を発している者はいない。また、最後が小文字の場合は文字を大きくして対応し、ダッチョの場合は「よ」からスタートとなる他、「ルビー」「ペルー」といった3文字目が「ー」の場合は2文字目の母音を用いて繋ぎ、「ルビー」なら「い」、「ペルー」なら「う」でスタートとなる。
一般的なしりとりとは違い、既に出た言葉であっても繰り返し使うことが出来る。ただし、同じ言葉がエンドレスで出続ける（例:クイズ→ズック→クイズ→ズック等）状態が続くと、テンポが速くなることがある（「高速戦」と呼ばれていた）。また、前述のようなエンドレス状態からいきなり違うお題を隣の人にぶつけて（例:クイズ→ズック→くるめ（久留米）など）アウトにしようとすることを「キラーパス」と呼んでいた。
これを誰かが詰まるまで全員エンドレスで繰り返していく。アウトになりお仕置きを受けるケースは以下の通りである。
- 答えを言えない・噛む（「かき…こ」「ま～ず～んぁ～」など）
- 意味不明な言葉を発する（「プリプ」「トリト」など）
- 固有名詞ではあるが、全員が分からない言葉を発する
  - 第一夜で菊千代が「ゴンタ」と言った際は数名がそのキャラクターを知っていたためセーフだった一方、最終夜で九蔵が「パラス」と言った際は、全員がそのキャラクターを知らなかったためアウトとなった。
- 三文字・三音節以外の言葉を発する（「胃カメラ」「ずるかしこい」など）
  - これらの言葉を無理やり三文字に略すのもアウトになる[8]
- 前の言葉の最後の文字から始まらない言葉を発する（「リンゴ」→「パセリ」など）
- 下ネタ（「ア○ル」など）[9]
- 不特定多数の人名を発する[10]
  - 「いのき」「つるべ」など、全員が同じ人物をイメージできた場合のみ例外となる。
  - 例として第四夜で勘兵衛が「えなり」、第六夜で七郎次が「つるみ」（後に「鶴見区」や「鶴見辰吾」など酷い言い訳を言った。尚一貫して「鶴見（区）」として主張すればセーフとなっていた）、菊千代が「もりた（タモリを指したかった）」、第八夜で九蔵が「ゆうこ」と言ってアウトになったが、同じく第八夜で五郎兵衛が「ゆうゆ」と言うもセーフだった。
- リズムを乱す
  - この時のテロップは、「プリプ？」のような通常のアウトの時の赤文字ではなく、通常のテロップで「プール（遅）」などと表記されていた。
- 「ん」で終わる言葉を発する（「レモン」「キリン」など）
  - ゲーム進行中ではなくゲーム開始前たとえ話をしていた際に最後に「ん」が付いた単語をぼやいただけで一方的にアウトになったこともある[11]。

### アウトの場合
通常放送ではアウトになった敗者（テロップは「敗者・○○○（○敗目）」もしくは「敗者・○○○（○○勝止まり）」）は罰として、乱入してきた野武士軍団にウレタン製の棍棒やハリセン、一斗缶や、石礫、木槌、金棒、丸太（いずれも作り物）、その他セット上にある小道具などの武器を使った攻撃や、足蹴、プロレス技などの徒手空拳等で袋叩きにされる（ちなみに例外として、大仁田厚が敗者の時はパイプ椅子で大仁田を殴る野武士もいた）。また、野武士が去っていく際に敗者に対して「四文字じゃねーか!」や、「○○○（敗者が言ってアウトになった言葉）だと、バカたれがー!!」と捨てゼリフを吐くこともある。なお、七郎次は袋叩きにされた際にヅラが取れてしまい、その時の表情が浅香光代に似ていたことから、「七郎次－ヅラ＝浅香光代」というテロップが誕生した。なおこれは、後の「単位上等!爆走数取団」のコーナーにも引き継がれることになる。罰ゲームの野武士による袋叩きは勝ち負けの概念が存在しないが、第六夜にて勝四郎は自分の体を丸めて野武士の袋叩きから身を守るまるむし作戦で見事野武士から身を守り、勝利を自称した。第三夜から袋叩きにされる際に敗者の似顔絵が描かれた幕が降下するようになった。これは『数取団』にも引き継がれている。
最終夜では、前述の理由によりアウトになった敗者がいるチーム全員が連帯責任で野武士に襲われ、ウレタン製の刀で野武士と全面対決しなければならない（ナレーション曰く「チャンバラ合戦」）。この時のテロップは「敗者・○○○（○○○○侍）」。敗者の似顔絵が描かれた幕はチームのものになっているが、従来と異なりどちらか一方しか降下しない（しりとり侍は左側、センバツ侍は右側）。

### 五敗目の称号
五敗を喫したメンバーには野武士から以下のような言葉が書かれたガムテープ（称号）が貼られた。これは、野武士を演じる悪役商会がアドリブで作ったものである。以下五敗を喫した順に記載。
- 菊千代：「負けザル」（第四夜）
- 九蔵：「深野の子」（第五夜）
- 五郎兵衛：「ふかわと交代」（第五夜）
- 七郎次：「クサい」（第七夜）（8×4のオマケ付き）
- 勘兵衛：「ホーケー」（第十夜）（仮性である事を明かした）
- 勝四郎：「元ジュノンボーイ」（第十一夜）（当時の写真付き）
- 平八：「hamaguche」（第十二夜）（抜き打ちテストより。英語の参考書のオマケ付き）

### ビブ賞
20連勝以上を突破した上で敗北したメンバーには九蔵が通う行きつけの中目黒のバー・「ビブ」のママより高級ボトルのウイスキーがプレゼントされる。
- 勘兵衛：21連勝(第十夜)
- 菊千代：21連勝(第十一夜)
- 平八：24連勝(第十二夜)

## 用心棒
第七回放送より、用心棒と題してゲストが出演。ゲストの通算しりとり率は80%。 また、用心棒はメンバーに「先生」と呼ばれた。
第七夜　大仁田厚（二敗）
- 第4ゲームで「かき…こ」や第6ゲームで黙ったりしてしまい､野武士に袋叩きに遭わされたと同時にマジギレしてしまい、勘兵衛が他のメンバー共々逆ギレする用心棒に対し、呆れていた。

第八夜　香田晋（二敗）
- 第2ゲームで「に～し～ん」第3ゲームで「パラパㇻ」文字違いや字余りで二連敗を喫し、野武士にエバラの某調味料（この時の香田出演）CMのパロディーにされた。

第九夜　内山信二（ノーミス）・ダメダメボーイズ（明石家さんま（一敗）・今田耕司（ノーミス）・ココリコ（遠藤章造（一敗）・田中直樹（一敗））・清水圭（ノーミス）・村上ショージ（一敗）
この回の収録日は「明石家マンション物語」が生放送だったため、勘兵衛が他のメンバーに内緒でダメダメボーイズをスタジオに呼んだ。さんまと村上とココリコは後に、後継コーナーのめちゃギントンにも出演した。
第十夜　セイン・カミュ（一敗）・内山信二（一敗）
- 前回の放送で他のメンバーと共に騙され、活躍できなかった内山がリベンジとして参戦。内山はさらに、後継コーナーの数取団・色とり忍者・めちゃギントンにも出演した。
- 第1ゲームでセインが「プー」と字足らずで敗北し、第4ゲームで内山が官兵衛と同じく「ダイツ」で敗北する。

第十一夜　大澄賢也（一敗）
- 全勝にリーチをかけたが、第5ゲームで｢ジャグ…｣と噛んで惜しくも敗北を喫してしまった。

第十二夜　山寺宏一（一敗）
- 大澄と同じく全勝にリーチをかけるも、第5ゲームで「ビフボッ」と言ってしまい敗北。また、その際野武士に袋叩きにされ「長ぇよ！」と捨てゼリフを吐いていた。

最終夜　センバツ侍（ウエンツ瑛士（ノーミス）・ウド鈴木（一敗）・梶原雄太（ノーミス）・くっきー（ノーミス）・ジミー大西（一敗）・竹山隆範（一敗）・宮迫博之（ノーミス））
- ウエンツと竹山と宮迫は「色とり忍者」(宮迫は紫SHIKIBUのメンバーとして)、大西は「めちゃギントン」、くっきーは2017年の「数取団」の復活スペシャルにも出演。
- 第1ゲームで竹山が「ま～ず～んぁ～」と言葉を出せずに敗北。
- 第3ゲームでウドが「ゲップ」→「プール」と答えるも、言うタイミングが非常に遅くチームで二敗目を喫した。
- 第5ゲームで大西が「ゲップ」→「ツバメ」と論外の返しをしてチームで三敗目を喫した。

## サブタイトル
※『』はコーナーの最後に記された一文。
- 第一夜「菊千代キレる」（2000年3月11日）『皆の衆も学校や飲み会で戦おう!!』
- 第二夜「九蔵の法則」（2000年3月18日）『皆の衆も学校や飲み会で戦おう!!』
- 第三夜「勝四郎の予習」（2000年4月22日）『新入生や新入社員歓迎会で戦おう!!』
- 第四夜「勘兵衛の殺意」（2000年5月13日）『イジメはやめて正々堂々戦おう!!』
- 第五夜「五郎兵衛の秘密」（2000年5月27日）『腕を磨いてイジメっ子を負かせよう!!』
- 第六夜「七郎次も皆仲間」（2000年6月10日）『目指せ!しりとり名人!!』
- 第七夜「平八の没落」（2000年7月22日）『全国の腕自慢は明日から大集結!!』
- 第八夜「先生の人柄」（2000年8月19日）『20連勝には中目黒「ビブ」賞!!』
- 第九夜「勘兵衛の裏切り」（2000年9月16日）『（不明）』
- 第十夜「勘兵衛の屈辱」（2000年11月4日）『磨くのは 乱暴ではなく しりとりの技』
- 第十一夜「勝四郎の過去」（2000年11月11日）『（不明）』
- 第十二夜「平八の学力」（2000年11月18日）『最終回の危機を救うのは皆が学校からイジメをなくす気持ちです』
- 第十三夜「お笑い番組とイジメ問題」（2001年2月10日、通常放送最終回）
- 特別夜「青少年の為の生還」（2001年7月21日）※「FNS ALL STARS 27時間笑いの夢列島 」内での放送。しりとりはせず、他の対決コーナーを行った。

- 最終夜「舞い上がる戰」（2018年3月31日、正式な最終回）